# Yugoslavia en los Juegos Mediterráneos
La República Federativa Socialista de Yugoslavia participó en diez Juegos Mediterráneos desde 1951 hasta 1991, excepto en 1955. Yugoslavia fue la sede de los Juegos Mediterráneos en 1979 en Split, cuando terminó primero en la tabla de medallas.
Después de la desintegración de Yugoslavia, sus repúblicas continuaron compitiendo en los Juegos Mediterráneos:
| Nación                                   | Primeros juegos | Últimos juegos |
| ---------------------------------------- | --------------- | -------------- |
| Bosnia y Herzegovina                     | 1993            |                |
| Croacia                                  | 1993            |                |
| Eslovenia                                | 1993            |                |
| R. F. de Yugoslavia/ Serbia y Montenegro | 1997            | 2005           |
| Serbia                                   | 2009            |                |
| Montenegro                               | 2009            |                |
| Macedonia del Norte                      | 2013            |                |
| Kosovo                                   | 2018            |                |

## Medallero
| Sede  | Medalla de oro | Medalla de plata | Medalla de bronce | Total        |
| ----- | -------------- | ---------------- | ----------------- | ------------ |
| 1951  | 3              | 5                | 7                 | 15           |
| 1955  | No participó   | No participó     | No participó      | No participó |
| 1959  | 11             | 9                | 8                 | 28           |
| 1963  | 10             | 13               | 11                | 34           |
| 1967  | 15             | 16               | 5                 | 36           |
| 1971  | 27             | 25               | 26                | 78           |
| 1975  | 24             | 17               | 23                | 64           |
| 1979  | 56             | 38               | 33                | 127          |
| 1983  | 16             | 18               | 19                | 53           |
| 1987  | 17             | 19               | 17                | 53           |
| 1991  | 16             | 13               | 9                 | 38           |
| Total | 195            | 173              | 158               | 526          |

### Medallas por deporte
| Deporte             | Medalla de oro | Medalla de plata | Medalla de bronce | Total |
| ------------------- | -------------- | ---------------- | ----------------- | ----- |
| Atletismo           | 45             | 48               | 45                | 138   |
| Baloncesto          | 5              | 1                | 1                 | 7     |
| Balonmano           | 7              | 0                | 0                 | 7     |
| Boxeo               | 18             | 14               | 11                | 43    |
| Buceo               | 0              | 1                | 0                 | 1     |
| Ciclismo            | 1              | 1                | 2                 | 4     |
| Esgrima             | 0              | 0                | 1                 | 1     |
| Fútbol              | 2              | 0                | 0                 | 2     |
| Gimnasia            | 13             | 23               | 12                | 48    |
| Halterofilia        | 1              | 5                | 5                 | 11    |
| Hockey sobre hierba | 1              | 0                | 0                 | 1     |
| Judo                | 7              | 5                | 14                | 26    |
| Lucha               | 37             | 25               | 17                | 79    |
| Natación            | 10             | 14               | 20                | 44    |
| Piragüismo          | 3              | 5                | 1                 | 9     |
| Remo                | 3              | 4                | 4                 | 11    |
| Tenis               | 4              | 3                | 2                 | 9     |
| Tenis de mesa       | 10             | 7                | 10                | 27    |
| Tiro                | 16             | 8                | 11                | 35    |
| Vela                | 1              | 1                | 1                 | 3     |
| Voleibol            | 6              | 2                | 1                 | 9     |
| Waterpolo           | 5              | 3                | 0                 | 8     |
| Total (22 deportes) | 195            | 173              | 158               | 523   |